# Paratriarius eximia
Paratriarius eximia es una especie de insecto coleóptero de la familia Chrysomelidae.
Fue descrita científicamente en 1879 por Baly.